# Symmetroctena scotina
Symmetroctena scotina är en fjärilsart som beskrevs av Turner 1917. Symmetroctena scotina ingår i släktet Symmetroctena och familjen mätare. Inga underarter finns listade i Catalogue of Life.